# Ambrož z Ottersdorfu
Ambrož z Ottersdorfu, známý též jako Zvůnek (Žlutice – květen 1559 Brno), byl český šlechtic a právník, písař Starého Města pražského, později písař města Brna a v letech 1554 až 1558 prokurátor Markrabství moravského.
Jeho nevlastním bratrem byl humanista Sixt z Ottersdorfu. Ambrož strávil mládí v Rakovníku, poté studoval fakultu svobodných umění na pražské univerzitě a od roku 1533 spolu se svým bratrem zřejmě práva na univerzitě ve Wittenbergu. V roce 1540 se stal písařem Starého Města pražského. Byl také literárně činný, čímž si naklonil panovnický dvůr a současně se svým bratrem Sixtem získal erb a přídomek „z Ottersdorfu“. Asi již roku 1541 přešel do Brna, kde byl také radním písařem, roku 1550 byl povýšen do rytířského stavu a v roce 1554 se stal moravským prokurátorem. Postupně nabyl značný majetek, v Brně vlastnil tři domy, dále mu patřilo několik vsí a statků. S Markétou, dcerou brněnského měšťana Wolfganga Schmittnara, měl děti Pavla z Ottersdorfu, Jana z Ottersdorfu a Justinu z Ottersdorfu. Psal latinské verše, spolu s bratrem přeložili do češtiny Ioviovy knihy o věcech a spůsobech národa tureckého (1540), později napsal Výklad na zřízení Markrabství moravského (1545) a Život císaře Karla IV. (1555).